# Stary Dzików
Stary Dzików è un comune rurale polacco del distretto di Lubaczów, nel voivodato della Precarpazia.
Ricopre una superficie di 155,77 km² e nel 2004 contava 4 556 abitanti.